# Onolatria
L'onolatria sarebbe un antico culto religioso dell'asino, di origini orientali e africane, che venne attribuito a scopo diffamatorio agli Ebrei e successivamente ai cristiani.

## Storia

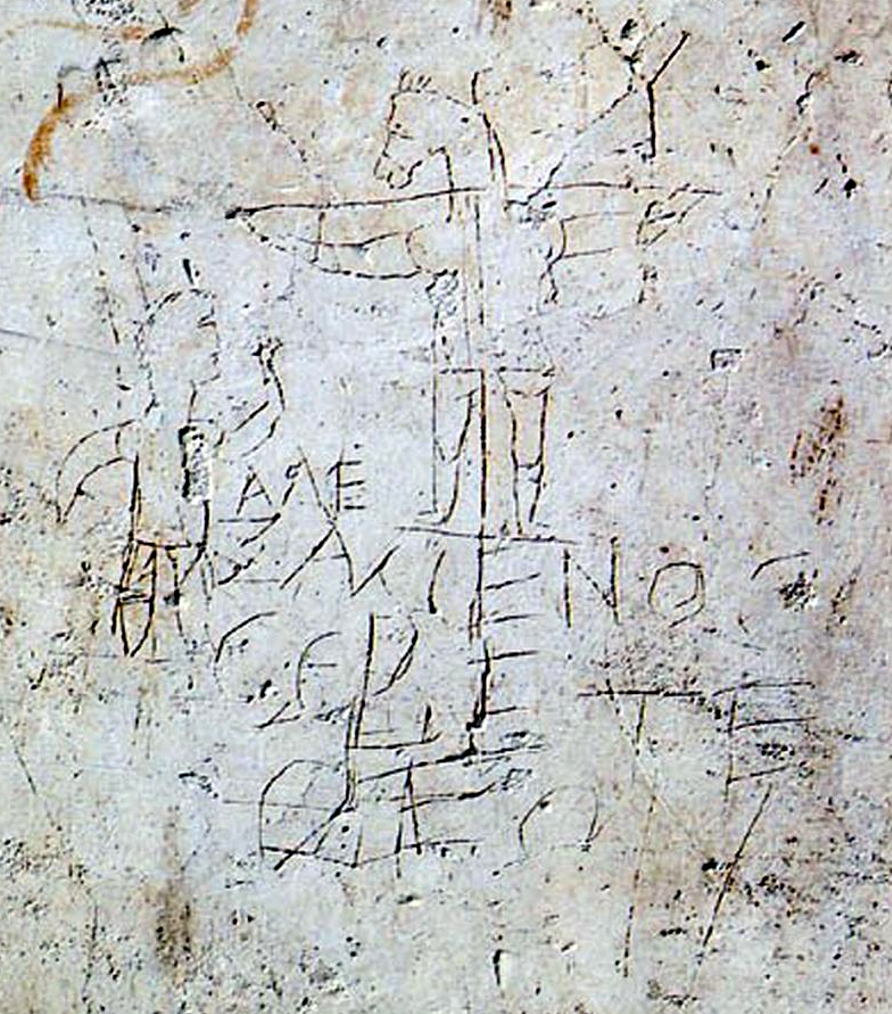
Il Graffito di Alessameno, con presumibili intenti blasfemi o satirici

Il culto dell'asino nasce, secondo qualche studioso, dalle proprietà medicamentose di alcune parti del corpo dell'animale. Talvolta viene identificato con un asino l'animale di Seth, cioè il misterioso animale totem del dio Seth nell'antico Egitto.
Nella Roma imperiale l'onolatria è strumentalizzata dai pagani come prova ulteriore di scherno nei confronti dei Giudei e dei primi Cristiani.
Il primo autore a propalare la falsa notizia della celebrazione di un culto di una testa d'asino d'oro nel tempio di Gerusalemme era stato il mitografo ellenistico Mnasea di Patrasso (fl. circa 200 a.C.). L'accostamento del Dio dell'ebraismo all'iconografia di Seth-Tifone, dovette avere qualche séguito, se anche Posidonio, autore accurato e scrupoloso, ammiratore di Mosè, vi accordò un certo credito; la notizia sarà poi ripresa anche da Tacito che, seppur con qualche perplessità, la ricorda come ulteriore elemento di discredito nei confronti di Mosè e del suo popolo. 
Anche Plutarco afferma che gli ebrei non mangiassero carne di lepre perché animale la cui testa assomiglia a quella di un asino, animale che adoravano.
Esempio famoso di onolatria riferita ai culti cristiani è il Graffito di Alessameno.
Altre accuse di onolatria mosse dai pagani contro i cristiani sono citate da Minucio Felice (Octavius, 9.28) e da Tertulliano (Prima Apologia 16).